# Keslar
Die Keslar GmbH Energiehandel (Eigenschreibweise: KESLAR) betreibt ein umfassendes Energiehandels- und Mineralölgeschäft, verbunden mit einem ergänzenden Dienstleistungspaket.
Konkret bezieht sich dies auf den Handel mit Energieprodukten des Wärmemarktes (Heizöl, Pellets, Erdgas, Strom und Flüssiggas) sowie Treib- und Schmierstoffe. Die Dienstleistungen sind beispielsweise die leihweise Zurverfügungstellung von Tankanlagen und Lagerraumreinigung bei Pelletsanlagen.
Die Gesellschaft betreut mit Niederlassungen in Ulm, Kaufbeuren, Hergensweiler und Riezlern (Kleinwalsertal) und einer Vertriebsagentur in Crimmitschau ca. 30.000 Kunden aus den Bereichen private Endverbraucher, Gewerbe, Industrie und Handel. Darüber hinaus betreibt die Gesellschaft 10 Automatentankstellen unter der Marke AVIA.

## Geschichte
Christine Keslar-Tunder, die Tochter von Hans Keslar, gründete 1996 eine GmbH und erwarb mit einem Existenzgründungsdarlehen die eingesessene ESSO-Vertretung J. J. PROBST mit Tanklager in Kaufbeuren und Niederlassung in Kempten. Hans Keslar, 1947 als Lehrling in der Mineralölbranche angefangen und mittlerweile erfolgreicher Einzelunternehmer als AVIA-Lizenznehmer mit einem Mineralöl- und Tankstellengeschäft, half ihr bei der Weiterentwicklung des ESSO-Betriebes.
Nachdem sieben Jahre der ursprüngliche Firmenname J. J. PROBST genutzt werden durfte, kam es 2003 zur Umfirmierung in Keslar GmbH Mineralölhandel. Auch der Vertrag als autorisierter ESSO- und Mobil-Partner wurde weitergeführt. Zum 1. September wurde die Shell-Niederlassung in Kempten integriert.
Im Jahr 2007 wurde die ESSO-Erdölraffinerie in Ingolstadt an einen internationalen Raffineriebetreiber verkauft. In diesem Zusammenhang wurden alle ESSO-Vertriebsverträge in Bayern gekündigt. Das Unternehmen Keslar entschloss sich, zum 1. Januar 2008 Gesellschafter der Deutschen AVIA GmbH zu werden, einer Kräftebündelung von 30 Gesellschaftern.
Hans Keslar verkaufte sein Tankstellengeschäft und löste zum Ende des Jahres 2008 die Einzelfirma Hans Keslar e. K. auf, um in den Ruhestand zu treten.
Die Keslar GmbH ging auf Wachstumskurs und wurde in Keslar GmbH Energiehandel umfirmiert. Im Mai 2009 eröffnete Keslar die erste AVIA-Xpress- bzw. Kartentankstelle in Oy-Mittelberg. Im Herbst fiel der Startschuss für die Aufnahme des Geschäftsfeldes „leitungsgebundene Energien“. Seit November 2009 werden in der Region Allgäu günstige Erdgas- und Stromtarife angeboten, die ein stetiges adäquates lineares Wachstum ermöglichen.
Im Februar 2010 folgte mit der AVIA Xpress in Kaufbeuren die zweite Kartentankstelle, die rund um die Uhr angefahren werden kann. Neben der AVIA-Ringcard von Keslar werden an dieser Tankstelle auch EC-, DKV- und UTA- und weitere Flottenkarten akzeptiert. Im Laufe des Jahres 2011 wurden zwei weitere AVIA-Xpress-Kartentankstellen in Seeg und Riezlern eröffnet.
Der Fuhrpark wurde an ein unabhängiges Logistikunternehmen, die Allgäu-Energie-Logistik GmbH, ausgelagert und später als Tochterunternehmen wieder integriert.
Als erste Firma im Allgäu bietet die Keslar GmbH bereits seit 2011 „klimaneutrales“ Heizöl und Erdgas an. Hier wird der durch das Verbrennen fossiler Stoffe entstandene schädliche Kohlendioxid-Ausstoß durch die Förderung emissionshindernder Projekte in Industrie- und Schwellenländern kompensiert.
Im Jahr 2012 wurde die Geschäftsleitung mit Andreas Hausmann erweitert, Roland Wintergerst trat 2013 ins Unternehmen ein und baute die Sparte Holzpellets und Holzbrennstoffe aus.
Im Jahr 2015 wurde die Firma Greiner Schmierstoffe aus Memmingen integriert. Für den Arbeitsschutz und das Flaschengas und chemische Produkte wurde die KLG Kooperationsgesellschaft gegründet. Im Jahr 2021 wurde die KLG Kooperationsgesellschaft mit der Keslar GmbH fusioniert. Im gleichen Jahr begann man, das Geschäftsfeld Flüssiggas aufzubauen. Das Unternehmen ist nun auch Fachbetrieb nach § 19 WHG.
Im Jahr 2018 wurde ein eigener Flüssiggaszug angeschafft. Mit 1. Januar 2020 übernahm die Keslar GmbH das Energiegeschäft der Bantleon GmbH mit angemietetem Tanklager und einem fachkundigen Energievertriebsteam in einer Niederlassung in Ulm mit angeschlossener Vertriebsagentur in Crimmitschau. Seit 2022 wird in Dietmannsried eine weitere AVIA-Xpress-Tankstelle mit Waschboxen betrieben und im Januar 2025 folgte die Übernahme des Geschäftsbereiches "Brennstoffe und Gase" der Kuhn GmbH & Co. KG, Füssen.

## Konzernstruktur
- Gesellschafter: Ralph Tunder und Christine Keslar-Tunder
  - Geschäftsleitung: Christine Keslar-Tunder und Andreas Hausmann (Prokurist)
- Allgäu-Energielogistik GmbH

## Sonstiges
Keslar ist Gesellschafter der AVIA Mineralöl GmbH als Einkaufs- und Systemgesellschaft mit der Berechtigung, die AVIA-Marke zu führen.